# Baureihe E 60
Baureihe E 60 – lokomotywa elektryczna produkowana w latach 1927-1934 dla kolei niemieckich.

## Historia
Po zelektryfikowaniu bawarskich linii kolejowych kolej niemiecka potrzebowała lokomotyw elektrycznych do prac manewrowych na stacjach kolejowych. Koleje niemieckie zamówiły 14 elektrowozów, które stacjonowały w lokomotywowni w Monachium. Elektrowozy eksploatowano na górskich liniach kolejowych w Bawarii. Niektóre elektrowozy eksploatowano w Alpach Austriackich. Jeden elektrowóz zachowano jako czynny eksponat zabytkowy.